# Pracovněprávní vztah
Vznikem pracovněprávního vztahu se vytvoří i dva subjekty, zaměstnanec, který vykonává práci a je podřízen zaměstnavateli, který mu práci přiděluje. Pracovněprávní vztah může mít podobu pracovního poměru nebo dohody o práci konané mimo pracovní poměr, přičemž pracovní poměr může také vzniknout dvojím způsobem, jmenováním nebo obvyklejší formou na základě pracovní smlouvy.

## Pracovní poměr
Výběr fyzických osob ucházejících se o práci je v kompetenci zaměstnavatele, pokud nevyplývá ze zvláštního právního předpisu jiný postup. Zaměstnavatel může vyžadovat od uchazeče o zaměstnání pouze údaje, které bezprostředně souvisí s uzavřením pracovní smlouvy. Před uzavřením každé smlouvy je zaměstnavatel povinen seznámit uchazeče o zaměstnání s právy a povinnostmi, které by vyplynuly ze smlouvy. V případech, kdy tak stanoví zvláštní předpis, je zaměstnavatel povinen zajistit, aby se fyzická osoba zúčastnila vstupní lékařské prohlídky.
Jmenováním vzniká pracovní poměr pouze u vedoucích organizačních složek státu, ředitelů státních podnikatelských subjektů, vedoucích příspěvkových organizací a ředitelů školských právnických osob.
Pracovní smlouva je jedním ze způsobů vzniku pracovního poměru. Je to dvoustranné právní jednání. Jeho formální a obsahová úprava je stanovena zákoníkem práce (§ 34). Každý zaměstnavatel musí sjednat pracovní smlouvu písemně. Jedno její vyhotovení je zaměstnavatel povinen vydat zaměstnanci. Pracovní smlouva musí obsahovat druh práce, kterou má zaměstnanec vykonávat, místo či místa výkonu práce a den nástupu do práce. Pokud pracovní smlouva nemá tyto náležitosti, je neplatná.
Pracovní poměr na dobu určitou mezi týmiž účastníky lze sjednat na dobu maximálně tří let. Poté se sjedná pracovní poměr na dobu neurčitou. Do konce roku 2011 však existovaly tři výjimky. Opakovaně sjednaný poměr na dobu neurčitou mohl nastat podle ustanovení zvláštních předpisů (jednalo se hlavně o poživatele starobního důchodu), dále pokud zaměstnanec nahrazoval dočasně nepřítomného zaměstnance a v případech vážných provozních důvodů nebo zvláštní povahy práce. Tato omezení pracovního poměru se však netýkala agenturního zaměstnávání, akademických pracovníků vysokých škol a úředníků územních samosprávních celků. Od 1. ledna 2012 je pouze výjimka pracovní poměr sjednaný přes agenturu práce.
Zkušební dobu lze sjednat před vznikem pracovního poměru nebo nejpozději v den, který byl sjednán jako den nástupu do práce. Sjednání musí být však písemné. Zkušební doba běží ode dne vzniku pracovního poměru, tedy jeho prvním dnem a nesmí být delší než tři měsíce, u vedoucího zaměstnance než šest měsíců. Poslední den zkušební doby sjednané v měsících, připadá na den, který se datem shoduje se dnem, kdy událost začala. Zkušební dobu nelze v jejím trvání dále prodlužovat. Pokud nastanou překážky v práci, kvůli kterým nemůže zaměstnanec během zkušební doby práci konat, prodlužuje se o tuto dobu zkušební doba o dobu trvání překážek. Zkušební doba nesmí být delší než je polovina sjednané doby trvání pracovního poměru.
Konkurenční doložka nemusí být obsažena v pracovní smlouvě. Většinou se jedná o samostatnou dohodu sjednanou zároveň s uzavřením pracovní smlouvy. Pokud je v pracovní smlouvě uvedena zkušební doba, může být konkurenční doložka sjednaná nejdříve po ukončení zkušební doby. Podstatou konkurenční doložky je závazek zaměstnance, že se po určitou dobu po skončení zaměstnání zdrží výkonu výdělečné činnosti, která by byla shodná s předmětem podnikání zaměstnavatele nebo by měla k němu konkurenční povahu. Trvání sjednané konkurenční doložky může být maximálně jeden rok. Nejedná se však o jednostranný závazek, povinnosti vzniknou i zaměstnavateli. Ten musí zaměstnanci vyplácet každý měsíc plnění závazku peněžité vyrovnání, které je součástí dohody. Součástí konkurenční doložky je obvykle i sjednání smluvní pokuty, kterou by musel zaměstnanec zaplatit za porušení závazku.

## Dohody o pracích konaných mimo pracovní poměr (brigády)
Mezi dohody o pracích konaných mimo pracovní poměr patří dohoda o provedení práce a dohoda o pracovní činnosti. U dohod o pracích konaných mimo pracovní poměr lze práci vykonávat nejen osobně, ale i za pomoci rodinných příslušníků, je-li to výslovně sjednáno. Zákon nepředepisuje žádné podmínky, které musí být splněny, aby bylo možné uzavírat tyto dohody. Zaměstnavatelé se řídí jen svou úvahou, zda výkon zajistit pracovním poměrem nebo dohodami. S mladistvými lze tyto dohody uzavírat, jen pokud tím nebude ohrožen jejich zdravý vývoj nebo výchova k povolání.
Dohodu o provedení práce lze uzavřít, pokud rozsah práce nepřesáhne 300 hodin v kalendářním roce. Do tohoto rozsahu se počítá práce konaná u jednoho zaměstnavatele. Může být více dohod (300 hodin) u rozdílných zaměstnavatelů v témže roce. Zaměstnavatel není povinen v tomto případě odvádět za zaměstnance sociální a zdravotní pojištění pokud částka výdělku nepřekročí 10 000 hrubé mzdy. Do této částky jste povinni si hradit zdravotní pojištění sami, pokud nejste studenti, absolventi školy, ...
Dohoda o provedení práce musí být uzavřena písemně a musí obsahovat dobu, na kterou se uzavírá, vymezení práce, místo, kde bude práce vykonávána, předpokládaný rozsah pracovních hodin, odměnu a možnost zrušení smlouvy.
Dohodu o pracovní činnosti lze uzavřít, i když rozsah práce přesáhne 300 hodin. Sjednaný rozsah práce nesmí však přesáhnout polovinu stanovené týdenní pracovní doby. V dohodě o pracovní činnosti musí být uvedeny sjednané práce, sjednaný rozsah pracovní doby a doba, na kterou se dohoda uzavírá. Způsob zrušení dohody lze sjednat. Není-li sjednán, lze ji zrušit dohodou nebo jednostranně z jakéhokoliv důvodu nebo bez uvedení důvodu s 15denní výpovědní lhůtou.
Jsou zde omezena některá práva zaměstnance i zaměstnavatele. Smlouva musí být uzavřena písemně a lze ji uzavřít na dobu neurčitou.